# Потент, Уоррен
Уоррен Джеймс Потент (англ. Warren James Potent; род. 7 апреля 1962, Парраматта) — австралийский стрелок, специализирующийся в стрельбе из винтовки. Участник пяти Олимпиад (2000—2016), бронзовый призёр Игр в Пекине, чемпион мира.

## Карьера
Заниматься спортивной стрельбой Уоррен Потент начал в 1980 году. Шесть лет спустя дебютировал в составе австралийской национальной сборной на чемпионате мира в Зуле, где выиграл золото в командном турнире по стрельбе из винтовки с трёх положений.
На Олимпийских играх дебютировал в Сиднее в возрасте 38 лет. Там стрелял только из малокалиберной винтовки лёжа и занял 19-е место. 
В 2008 году на предолимпийском этапе Кубка мира в Пекине выиграл с мировым рекордом в сумме, а на самой Олимпиаде австралиец завоевал бронзовую медаль. После предварительного раунда в стрельбе лёжа он занимал четвёртое место, но убедительно отстрелял финальный раунд и опередил в борьбе за бронзовую награду норвежца Вебьёрна Берга. 
В 2014 году на первенстве мира в испанской Гранаде выиграл соревнования в коронной для себя стрельбе лёжа, завоевав «золото» спустя 28 лет, после командного успеха в 1986 году.

## Результаты на Олимпийских играх
| Игры                | Винтовка лёжа 50 метров |
| ------------------- | ----------------------- |
| 2000 Сидней         | 19                      |
| 2004 Афины          | 42                      |
| 2008 Пекин          | 3                       |
| 2012 Лондон         | 32                      |
| 2016 Рио-де-Жанейро | 35                      |